# Life Ball

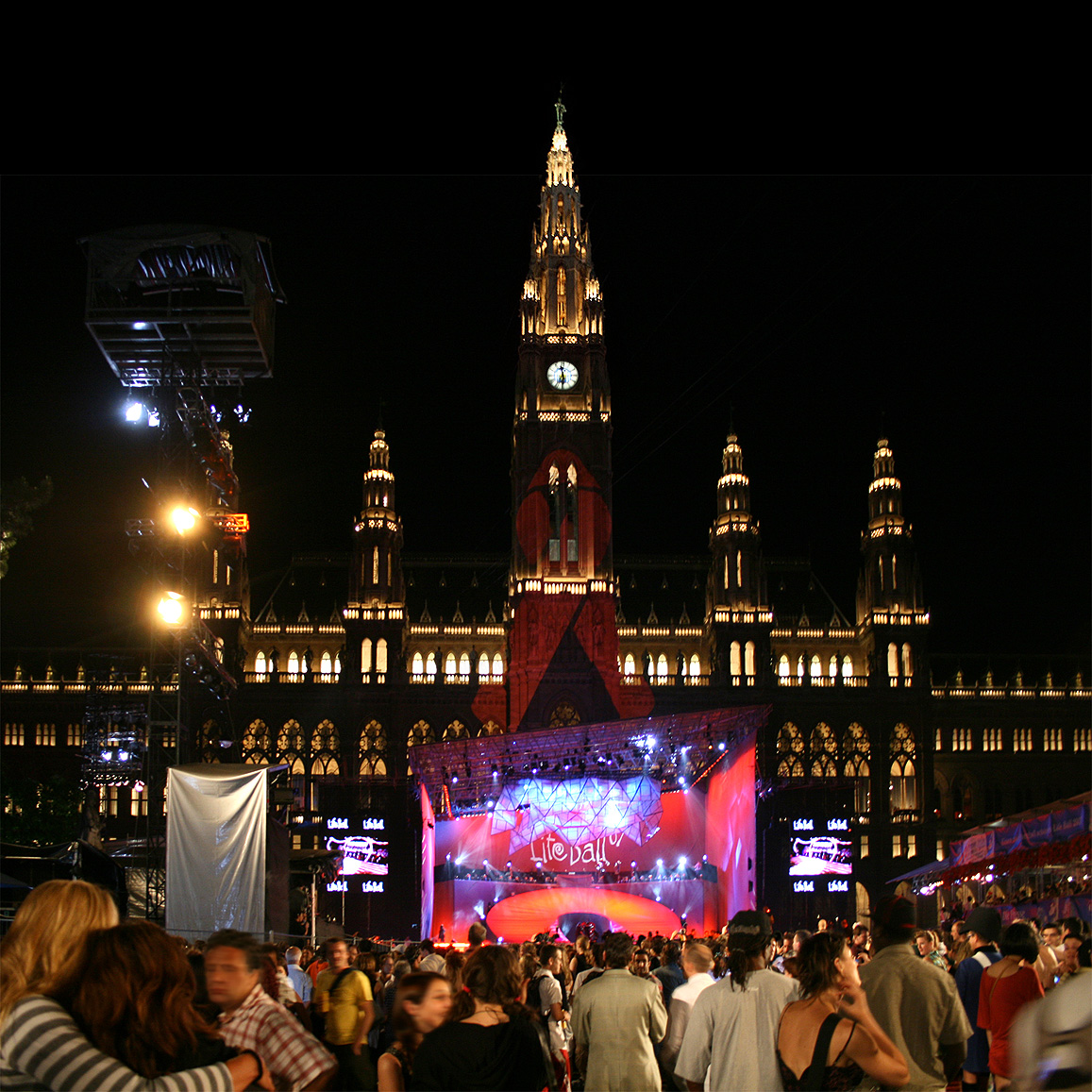
Il Life Ball del 2007

Life Ball è un evento di beneficenza tenuto a Vienna a sostegno delle persone affette da AIDS e HIV.

## Storia
Il Life Ball viene organizzato dalla AIDS Life, fondata nel 1992 da Gery Keszler e Torgom Petrosian, e viene tenuto una volta all'anno dal 1993 presso il municipio di Vienna. Ai numerosi Life Ball che si sono tenuti finora hanno partecipato anche celebrità come Roseanne Barr, Elton John, Catherine Deneuve, Liza Minnelli, Sharon Stone, Ilona Staller, Dita von Teese, Anastacia, Heidi Klum, Naomi Campbell e Jenna Jameson.

## Caratteristiche
Il Life Ball è il più grande evento del suo genere in Europa e fra i più grandi del mondo, ed è mirato a raccogliere fondi per sostenere la lotta contro l'HIV e l'AIDS. Il Life Ball cerca di creare una commistione di moda, musica, e cinema, e vede protagonisti molti nomi noti del mondo dell'arte e dello spettacolo. L'evento è anche un'occasione per gli attivisti del mondo LGBT di tenere discorsi di uguaglianza e speranza.